# Krivoglavice
Krivoglavice so naselje v Občini Metlika. Krivoglavice spadajo v župnijo Podzemelj in Krajevno skupnost Dobravice. 

### LEGA
Krivoglavice ležijo ob reki Lahinji in imajo 14 hiš. Nadmorska višina je 145m, skupna površina pa je 0,5 km. Krivoglavice so središče Krajevne skupnosti Dobravice. Imajo gasilski dom, v katerem potekajo volitve, sestanki, gasilske vaje ...

### LEGENDA O NASTANKU
Legenda pravi da sta se na območje kjer se danes nahajajo Krivoglavice in Dobravice naselila dva človeka. Eden je bil zelo dobrodušen, drugi pa je imel krivo glavo. Dober človek se je naselil na območje, kjer so danes Dobravice, kjer še dandanes najdemo dobre ljudi, tisti s krivo glavo pa na območje kjer se danes nahajajo Krivoglavice. Zagotovo pa vemo, da ljudje ki živijo v Krivoglavicah nimajo krivih glav.

### KRAJEVNA SKUPNOST DOBRAVICE
Krajevna skupnost Dobravice: Dolnje Dobravice, Geršiči, Gornje Dobravice, Krivoglavice.
Predsednica: Zdenka Jeršin
Datum vpisa: 30. 9. 1976

### ŠPORTNO DRUŠTVO DOBRAVICE
Športno društvo Dobravice je v letu 2020 praznovalo 40-letnico ustanovitve, ustanovljeno je bilo namreč 14.8.1980, trenutni zastopnik je Nemanič Anton. Utrinki iz proslave: http://www.fokusmetlika.net/index.php/novice/2009-dan-drzavnosti-20
https://www.radio-odeon.com/novice/slovesnost-ob-dnevu-drzavnosti-in-40-letnici-delovanja-sportnega-drustva-dobravice/

### GASILSKO DRUŠTVO DOBRAVICE
Prostovoljno gasilsko društvo Dobravice je bilo ustanovljeno 6. 1. 1976, trenutni zastopnik je Šimec Silvio. Prostovoljno gasilsko društvo Dobravice dosega odlične rezultate na slovenskih gasilskih tekmovanjih.

### PREBIVALSTVO
| Prebivalstvo | Povprečna starost (leta) | Indeks staranja | Delež prebivalcev, starih 0-14 let (%) | Delež prebivalcev, starih 15-64 let (%) | Delež prebivalcev, starih 65 let ali več (%) |
| ------------ | ------------------------ | --------------- | -------------------------------------- | --------------------------------------- | -------------------------------------------- |
| 58           | 43,5                     | 166,7           | 15,5                                   | 58,6                                    | 25,9                                         |

### ZNAMENITOSTI
- Gasilski dom (Krivoglavice 10, 8332 Gradac)
- Športno igriše Perišče (45°37'46.5"N 15°16'33.8"E)
- Mlin (45°37'57.7"N 15°16'59.8"E)